# ماركوس بيريرا (لاعب كرة قدم)
ماركوس بيريرا هو لاعب كرة قدم برازيلي في مركز الوسط، ولد في 18 سبتمبر 1973 في البرازيل. لعب مع نادي موهون باغان.